# Heikki Peltola
Heikki Olavi Peltola, född 26 december 1943 i Angola, är en finländsk läkare, specialist i pediatrik, i pediatriska infektionssjukdomar och i kirurgi.
Peltola blev medicine och kirurgie doktor 1978, utnämndes 1978 till docent och 1998 till professor i infektionssjukdomar vid Helsingfors universitet. Han verkar som överläkare vid Barn- och ungdomssjukhuset vid Helsingfors universitetscentralsjukhus. År 2004 utnämndes han till ledamot av Finska Vetenskapsakademien.
Peltolas forskning och publicistik som spänner över ett brett område har gällt infektionssjukdomar hos barn, vaccinationer, antimikrobiella läkemedel och u-landsmedicin. Han har skrivit böckerna Etelänmatkaajan lääkärikirja (1974) och Rokotukset ja muut immuuniprofylaksit (1982) samt varit redaktör för Kehitysmaiden terveys ja sairaus (1990).